# Abraham Beck
Abraham Beck var en målare verksam på Gotland, aktiv omkring år 1700.
Mycket lite är känt om honom. Han var gift med Catharina Samuelsdotter, dotter till kyrkoherden i Othem Samuel Hansten. Från Othems kyrka stammar också hans äldsta daterade arbete, en altaruppsats målad 1693. Bland de få övriga dokumentariskt säkerställda arbetena av Beck hör de i Follingbo kyrka, utförda 1706. I sakristian målade han porträtt av Melanchton och Luther, en präst och några profeter samt landskap. Mest spekakulär är dock en plafondmålning i långhusets tak, med serafer, Kristus med korsfanan, den helige ande med mera. Vidare utförde han en del måleriarbeten på muren och predikstolen i Follingbo.
Baserat på det man känner till av hans stil har en del andra arbeten tillskrivits honom. I Halla kyrka finns en plafond mycket snarlik den i Follingbo, utförd 1697. Beck har dessutom med största sannolikhet även målat epitafiet för rådmannen Hinrich Schmidt i Halla kyrka, utfört 1696. Beck var svåger till Hinrich Schmidts brorson, vice borgmästaren Nils Schmidt. Bland övriga arbeten märks en korbänksmålning i Hejnums kyrka från 1706, en tavla i Lärbro kyrka 1703 med motiv av kristi förklaring samt en altaruppsats i Lokrume kyrka från 1707. Hans senaste kända arbete är en bekännelsepall i Visby domkyrka från 1708.
Abraham Beck var bosatt i Klinteroten fram till 1709, därefter försvinner han ur handlingarna.